# Sete colinas de Istambul
Istambul é conhecida como a Cidade das Sete Colinas (em turco: Yedi tepeli şehir). Ela herdou esta denominação de Bizâncio e Constantinopla que, seguindo conscientemente o modelo de Roma, foi construída em sete colinas também.

## Descrição

Constantinopla

As sete colinas, todas localizadas na área dentro das muralhas, apareceram pela primeira vez quando os vales do Corno de Ouro e o Bósforo foram abertos durante os períodos Secundário e Terciário. Na era otomana, como no período bizantino anterior, cada colina era encimada por edifícios religiosos monumentais (igrejas debaixo dos bizantinos, mesquitas imperiais debaixo dos otomanos).
A Primeira colina sobre a qual a antiga cidade de Bizâncio foi fundada, começa a partir do Cabo do Serralho e se estende por toda a área que contém a Santa Sofia, a Mesquita Azul e o Palácio Topkapi.
Na Segunda colina estão a Mesquita Nuruosmaniye, o Grande Bazar e a Coluna de Constantino. A segunda colina é dividida a partir de um vale bastante profundo que corre de Babiali no leste de Eminönü.
A Terceira colina é ocupada agora pelos edifícios principais da Universidade de Istambul, pela Mesquita de Bajazeto ao sul e pela Mesquita de Solimão ao norte. As encostas sul da colina descem a Kumkapi e Langa.
A Quarta colina sobre a qual ficava a Igreja dos Santos Apóstolos e, posteriormente, a Mesquita do Conquistador, desce abruptamente para o Corno de Ouro no norte e, um pouco mais suavemente, para Aksaray no sul.
Na Quinta colina encontramos a Mesquita do Sultão Selim. A quinta e sexta colinas estão separadas pelo vale que desce para o oeste até Balat, na costa do Corno de Ouro.
Na Sexta colina estão os distritos de Edirnekapi e Ayvansaray. Suas encostas suaves correm para além da linha da Muralha de Constantino, as linhas de defesa.
A Sétima colina, conhecida na época bizantina como o Xerólofo (em grego: ξηρόλοφος), ou "colina seca", que se estende de Aksaray à Muralha de Teodósio e o mar de Mármara. É uma colina larga com três cumes que produzem um triângulo com ápices em Topkapı, Aksaray, e Yedikule.